# Абуд
Абуд (рум. Abud) — село у повіті Муреш в Румунії. Входить до складу комуни Гіндарі.
Село розташоване на відстані 249 км на північ від Бухареста, 27 км на схід від Тиргу-Муреша, 104 км на схід від Клуж-Напоки, 110 км на північний захід від Брашова.

## Населення
За даними перепису населення 2002 року у селі проживали 193 особи, усі — угорці. Усі жителі села рідною мовою назвали угорську.